# Olsen (Familienname)
Olsen ist ein Familienname.

## Herkunft und Bedeutung
Olsen ist ein Name, der aus dem skandinavischen Raum, vor allem aus Dänemark, stammt.
Er ist eine patronymische Bildung und bedeutet Oles Sohn.

## Namensträger

### A
- Aaron Olsen (* 1978), US-amerikanischer Radrennfahrer
- Agnete Olsen (1909–1997), dänische Schwimmerin
- Akitsinnguaq Olsen (* 1970), grönländische Politikerin
- Alexander Steen Olsen (* 2001), norwegischer Skirennläufer
- Alf Olsen (Fußballspieler) (1893–1976), dänischer Fußballspieler
- Alf Olsen (Turner) (1925–2001), norwegischer Turner
- Alfred Olsen (Maler) (1854–1932), dänischer Maler
- Alfred Olsen (Politiker) (* 1947), färöischer Politiker (Sambandsflokkurin)
- Allan Olsen (* 1960), dänischer Schauspieler
- Ambrose Olsen (1985–2010), US-amerikanisches Model
- Anders Olsen (Kaufmann) (1718–1786), norwegischer Kaufmann und Kolonialverwalter
- Anders Olsen (Politiker) (* 1971), grönländischer Politiker (Siumut) und Polizist
- Anders Olsen (Ruderer) (* 1980), dänischer Ruderer
- Anders Peter Olsen (1862–1938), dänischer Inspektor von Grönland
- Andreas Lava Olsen (* 1987), färöischer Fußballspieler
- Andreas Hanche-Olsen (* 1997), norwegischer Fußballspieler
- Andreas Skov Olsen (* 1999), dänischer Fußballspieler
- Angel Olsen (* 1987), US-amerikanische Sängerin
- Annika Olsen (* 1975), färöische Politikerin
- Anton Olsen (Sportschütze) (1897–1968), norwegischer Sportschütze
- Anton Olsen (Fußballspieler) (auch Anthon Olsen; 1889–1972), dänischer Fußballspieler
- Aqqaluartaa Olsen (* 1991), grönländischer Biathlet
- Arnold Olsen (1916–1990), US-amerikanischer Politiker
- Ashley Olsen (* 1986), US-amerikanische Schauspielerin, siehe Mary-Kate und Ashley Olsen
- Astrid Wanja Brune Olsen (* 1999), norwegische Tennisspielerin
- Avaaraq S. Olsen (* 1984), grönländische Kommunalpolitikerin (Inuit Ataqatigiit)

### B
- Bárður Olsen (* 1985), faröischer Fußballspieler
- Ben Olsen (* 1977), US-amerikanischer Fußballspieler
- Bjarne Olsen, (* 1936), norwegischer Radrennfahrer
- Bjørk Lange Olsen (* 1989), grönländischer Politiker (Demokraatit)
- Björn Olsen (* 1946), isländischer Skirennläufer
- Bjørn Olsen, norwegischer Schauspieler
- Björn Reino Olsen (* 1940), norwegisch-amerikanischer Anatom und Molekularbiologe
- Bob Olsen (1884–1956), US-amerikanischer Science-Fiction-Autor
- Brandur Olsen (* 1995), faröischer Fußballspieler
- Brian Olsen (* 1983), US-amerikanischer Biathlet

### C
- Carl Olsen (* 1906), grönländischer Schmied, Richter und Landesrat
- Carl Christian Olsen (* 1943), grönländischer Sprachwissenschaftler, Hochschullehrer und Menschenrechtler
- Christian Olsen (Ruderer), dänischer Ruderer
- Christian Olsen (Schauspieler) (* 1954), deutscher Schauspieler
- Christian Olsen (Fußballspieler) (* 1983), dänischer Fußballspieler
- Christopher Olsen (* 1946), US-amerikanischer Schauspieler
- Claudia Olsen (1896–1980), norwegische Politikerin
- Conrad Olsen (1891–1970), norwegischer Ruderer

### D
- Dagfinn Henrik Olsen (* 1966), norwegischer Politiker
- Dale Olsen (* 1941), US-amerikanischer Flötist, Musikwissenschaftler und -pädagoge
- Dan Olsen (* 1961), kanadischer Eishockeyspieler
- David Olsen (1870–1944), grönländischer Handelsverwalter und Landesrat
- Dawn Olsen (* 1966 oder 1967), Squashspielerin aus Hongkong
- Dennis Olsen (* 1996), norwegischer Automobil-Rennfahrer
- Ditte Ylva Olsen (* 1977), dänische Schauspielerin
- Dorothy Olsen (1916–2019), US-amerikanische Pilotin
- Dylan Olsen (* 1991), kanadisch-US-amerikanischer Eishockeyspieler

### E
- Egil Olsen (* 1942), norwegischer Fußballtrainer
- Egon Olsen, ein Pseudonym von Erich Virch (* 1950), deutscher Musiker, Produzent und Schriftsteller
- Einar Olsen (1893–1949), dänischer Turner
- Eirik Kurland Olsen (* 1987), norwegischer Skilangläufer
- Elizabeth Olsen (* 1989), US-amerikanische Schauspielerin
- Eric Christian Olsen (* 1977), US-amerikanischer Schauspieler
- Erling Olsen (1927–2011), dänischer Ökonom und Politiker
- Ernst Bruun Olsen (1923–2011), dänischer Schauspieler, Dramatiker, Hörspielautor und Regisseur
- Erwin Olsen (* 1907), deutscher Landrat
- Espen Olsen (* 1979), norwegischer Fußballspieler

### F
- Ferry Olsen (1925–1994), deutscher Opernsänger, Komponist und Regisseur
- Frederik Olsen (Politiker, 1882) (1882–1969), grönländischer Landesrat
- Frederik Olsen (Politiker, 1917) (1917–2001), faröischer Politiker
- Frederik-Valdemar Olsen (1877–1962), dänischer General und Kommandeur in Belgisch-Kongo
- Fredrik Olsen (Fred. Olsen; * 1929), norwegischer Reeder und Unternehmer
- Fríðrún Olsen (* 1991), färöische Fußballspielerin
- Frithjof Olsen (1883–1922), norwegischer Turner

### G
- Georg Olsen (Leichtathlet) (* 1937), dänischer Leichtathlet, Olympiateilnehmer 1968
- Georg Olsen (Politiker) (* 1974), grönländischer Künstler, Musiker, Schriftsteller und Politiker
- George Olsen (1893–1971), US-amerikanischer Schlagzeuger und Bandleader
- Greg Olsen (Künstler) (Gregory L. Olsen; * 1958), US-amerikanischer Künstler
- Greg Olsen (Footballspieler) (Gregory Olsen; * 1985), US-amerikanischer American-Football-Spieler
- Gregory Olsen (Gregory Hammond Olsen; * 1945), US-amerikanischer Unternehmer
- Gunn Olsen († 2013), norwegische Politikerin
- Gustav Olsen (1878–1950), grönländischer Pastor, Missionar und Schriftsteller
- Gustav Olsen-Berg (1862–1896), norwegischer Typograf und Politiker

### H
- Halfdan Gran-Olsen (1910–1971), norwegischer Ruderer
- Halvard Olsen (1886–1966), norwegischer Gewerkschaftsführer und Politiker
- Hans Olsen (Radsportler) (Hans Christian Hegelund Olsen; 1885–1969), dänischer Radsportler
- Hans Olsen (Fechter) (Hans Knud Valdemar Olsen; 1886–1976), dänischer Fechter
- Hans Olsen (Designer) (1919–1992), dänischer Möbeldesigner
- Hans Olsen (Sprecher), Hörspielsprecher
- Hans Jørn Fogh Olsen (* 1943), dänischer Astronom
- Hans Pauli Olsen (* 1957), färöischer Bildhauer
- Helgi Winther Olsen (* 1980), färöischer Radrennfahrer
- Hendrik Olsen (1901–1967), grönländischer Landesrat, Handelsverwalter, Dolmetscher, Journalist und Übersetzer
- Hermann Strauß-Olsen (1880–1914), deutscher Kaufmann und Schriftsteller

### I
- Ib Olsen (Ruderer) (Jørgen Ib Olsen; 1929–2009), dänischer Ruderer
- Ib Mohr Olsen (* 1965), färöischer Fußballspieler
- Ib Spang Olsen (1921–2012), dänischer Illustrator und Autor
- Inger Pors Olsen (* 1966), dänische Ruderin
- Ingalill Olsen (* 1955), norwegische Politikerin
- Ingolf S. Olsen (* 1963), färöischer Journalist und Politiker (Tjóðveldi)
- Inuuteq Holm Olsen (* 1969), grönländischer Diplomat und Beamter
- Ivar Olsen (* 1960), norwegischer Nordischer Kombinierer

### J
- Jakob Olsen (1890–1936), grönländischer Katechet, Dolmetscher und Expeditionsteilnehmer
- Jan Erik Olsen (* 1943), norwegischer Radrennfahrer
- Jan Henry Olsen (1956–2018), norwegischer Politiker
- Jens Olsen (Kaufmann) (1860–1921), färöischer Kaufmann und Selbstständigkeitsaktivist
- Jens Olsen (Uhrmacher) (1872–1945), dänischer Uhrmacher
- Jens Olsen (Pastor) (1894–1966), grönländischer Pastor und Landesrat
- Jens Fønsskov Olsen (* 1975), dänischer Fußballtrainer
- Jesper Olsen (* 1961), dänischer Fußballspieler
- Joachim Olsen (* 1977), dänischer Leichtathlet
- Jógvan Martin Olsen (* 1961), faröischer Fußballspieler und -trainer
- Johan Olsen (Musiker) (Johan Gotthardt Olsen; * 1969), dänischer Musiker, Moderator und Biologe
- Johan Lund Olsen (* 1958), grönländischer Politiker (Inuit Ataqatigiit)
- Johan P. Olsen (Johan Peder Olsen; * 1939), norwegischer Politikwissenschaftler
- John Olsen (Künstler) (1928–2023), australischer Künstler
- John Olsen (Politiker) (* 1945), australischer Politiker
- Jon Olsen (* 1969), US-amerikanischer Schwimmer
- Jon Flemming Olsen (* 1964), deutscher Musiker und Schauspieler
- Jonas Thor Olsen (* 1978), dänischer Skilangläufer
- Jørgen Olsen (* 1950), dänischer Pop-Musiker, Mitglied der Olsen Brothers
- Jørgen C. F. Olsen (1916–1985), grönländischer Politiker
- Jørgen Ib Olsen (1929–2009), dänischer Ruderer, siehe Ib Olsen (Ruderer)
- Jørgen Lykke Olsen (1923–2006), dänisch-schweizerischer Physiker und Hochschullehrer
- Julius Olsen (1887–1972), grönländischer Katechet, Missionar und Übersetzer
- Jussi Adler-Olsen (* 1950), dänischer Schriftsteller
- Justin Olsen (* 1987), US-amerikanischer Bobfahrer

### K
- Kaj Allan Olsen (* 1927), dänischer Radrennfahrer
- Karen Olsen Beck (* 1933), costa-ricanische Diplomatin
- Karl Heinrich Olsen (1908–1996), deutscher Agrarwissenschaftler
- Katrin Olsen (* 1978), färöische Ruderin
- Ken Olsen (Kenneth Harry Olsen; 1926–2011), US-amerikanischer Ingenieur
- Kenneth Olsen (Schlagzeuger), dänischer Schlagzeuger
- Kenneth Olsen (Cellist), US-amerikanischer Cellist
- Ketil Solvik-Olsen (* 1972), norwegischer Politiker
- Kim Olsen (Radsportler), dänischer Radsportler
- Kim Olsen (Fußballspieler) (* 1979), dänischer Fußballspieler
- Klæmint Olsen (* 1990), färöischer Fußballspieler
- Knud Olsen (Ruderer) (1906–1994), dänischer Ruderer
- Knud Olsen (Politiker) (1911–??), grönländischer Landesrat
- Knut M. Olsen (* 1954), norwegischer Politiker
- Kristian Olsen (1942–2015), grönländischer Schriftsteller, Dichter, Maler, Übersetzer und Lehrer
- Kristoffer Olsen (1883–1948), norwegischer Segler

### L
- Lars Olsen (* 1961), dänischer Fußballspieler
- Lars-Henrik Olsen (* 1946), dänischer Schriftsteller und Zoologe
- Lars Otto Olsen (* 1965), dänischer Radrennfahrer
- Lasse Spang Olsen (* 1965), dänischer Regisseur
- Lise Lennert Olsen (1959–2019), grönländische Beamtin und Lehrerin
- Lise Risom Olsen (* 1979), norwegische Schauspielerin
- Lotte Olsen (* 1966), dänische Badmintonspielerin

### M
- Madison Olsen (* 1995), US-amerikanische Freestyle-Skierin
- Marianne Elstad Olsen (* 1967), norwegische Sängerin
- Marius Olsen (Politiker, 1880) (1880–1948), grönländischer Landesrat
- Marius Olsen (Politiker, 1946) (1946–2022), grönländischer Politiker (Siumut)
- Markus E. Olsen (* 1966), grönländischer Pastor und Politiker
- Martha Lund Olsen (* 1961), grönländische Politikerin (Siumut)
- Martin Olsen (* 1989), färöischer Fußballspieler
- Mary-Kate Olsen (* 1986), US-amerikanische Schauspielerin, siehe Mary-Kate und Ashley Olsen
- Mats Rosseli Olsen (* 1991), norwegischer Eishockeyspieler
- Matthew G. Olsen (* 1962), amerikanischer Rechtsanwalt
- Merlin Olsen (1940–2010), US-amerikanischer American-Football-Spieler
- Mila Olsen (* 1972), deutsche Romanautorin
- Moroni Olsen (1889–1954), US-amerikanischer Schauspieler
- Morten Olsen (* 1949), dänischer Fußballspieler und -trainer
- Morten Olsen (Handballspieler) (* 1984), dänischer Handballspieler
- Morten Harry Olsen (* 1960), norwegischer Autor
- Moses Olsen (1938–2008), grönländischer Politiker (Siumut), Schriftsteller, Journalist, Gewerkschaftler und Lehrer

### N
- Niels Olsen, eigentlicher Name von Cornelius Cruys (1657–1727), norwegisch-niederländischer Admiral
- Niels Olsen (Musiker) (* 1954), dänischer Musiker
- Niels Olsen (Politiker) (* 1988), ecuadorianischer Tourismusminister
- Niels Olsen (Schauspieler) (* 1960), dänischer Schauspieler und Handballspieler
- Nikku Olsen (* 1974), grönländischer Politiker
- Nivi Olsen (* 1985), grönländische Politikerin (Demokraatit)
- Noller Olsen (* 1954), dänischer Musiker, Mitglied der Olsen Brothers

### O
- Ôdâĸ Olsen (1928–1992), grönländischer Gewerkschafter und Landesrat
- Olaf Olsen (Historiker) (1928–2015), dänischer Historiker und Archäologe
- Olaf Olsen (Politiker) (* 1935), färöischer Politiker
- Olaf Olsen (Schlagzeuger) (* 1976), norwegischer Jazzschlagzeuger
- Ole Olsen (Komponist) (1850–1927), norwegischer Komponist und Musiker
- Ole Olsen (Filmproduzent) (1863–1943), dänischer Filmproduzent
- Ole Olsen (Sportschütze) (1869–1944), dänischer Sportschütze
- Ole Olsen (Komiker) (1892–1963), US-amerikanischer Komiker, Schauspieler und Autor
- Ole Olsen (Eisschnellläufer), norwegischer Eisschnellläufer
- Ole Olsen (Bahnsportler) (* 1946), dänischer Bahnsportler
- Ole Lilloe-Olsen (1883–1940), norwegischer Sportschütze
- Ole Tobias Olsen (1830–1924), norwegischer Ingenieur, Fotograf und Politiker
- Oluf Olsen (* 1957), dänischer Curler
- Oskar Olsen (1897–1956), norwegischer Eisschnellläufer
- Otto Olsen (Sportschütze) (1884–1953), norwegischer Sportschütze
- Otto Olsen (Moderner Fünfkämpfer) (1894–1989), dänischer Moderner Fünfkämpfer
- Ove Rosing Olsen (* 1950), grönländischer Politiker (Siumut) und Arzt

### Ø
- Ørjan Olsen (1885–1972), norwegischer Naturforscher

### P
- Paneeraq Olsen (* 1958), grönländische Politikerin (Naleraq) und Beamtin
- Paninnguaq Olsen (* 1966), grönländische Politikerin
- Paul E. Olsen (* 1953), US-amerikanischer Paläontologe
- Peder Olsen (Bürgermeister) (≈1610–≈1683), Bürgermeister von Hasle
- Penny Olsen (* 1949), australische Ornithologin und Sachbuchautorin
- Per Olsen (Skilangläufer) (1932–2013), norwegischer Skilangläufer
- Per Olsen (Schwimmer) (* 1934), norwegischer Schwimmer
- Per Arne Olsen (1961–2022), norwegischer Politiker
- Peter Olsen (Dichter) (1892–1930), grönländischer Dichter, Komponist und Katechet
- Peter Olsen (Politiker) (* 1961), grönländischer Politiker
- Peter Olsen-Ventegodt (1863–1937), dänischer Maler
- Petter Olsen (* 1948), norwegischer Unternehmer
- Phil Olsen (1957–2020), kanadischer Speerwerfer
- Pia Olsen Dyhr (* 1971), dänische Politikerin
- Pipaluk Olsen (* 1992), grönländische Politikerin (Demokraatit)

### Q
- Qupanuk Olsen (* 1985), grönländische Influencerin und Politikerin (Naleraq)

### R
- Rasmus Olsen (* 1980), dänischer Eishockeyspieler
- Regine Olsen (1822–1904), dänische Jugendliebe des Philosophen und Theologen Søren Kierkegaard
- Reno Olsen (* 1947), dänischer Radrennfahrer
- Richard Olsen (1911–1956), dänischer Ruderer
- Rikke Olsen (* 1975), dänische Badmintonspielerin
- Robin Olsen (* 1990), dänisch-schwedischer Fußballtorhüter
- Rolf Olsen (1919–1998), österreichischer Regisseur und Schauspieler
- Roque Olsen (1925–1992), argentinischer Fußballspieler und -trainer
- Roy Helge Olsen (* 1965), norwegischer Fußballschiedsrichter
- Rudolf Olsen (1882–1951), norwegischer Reeder

### S
- Seth Olsen (1882–1921), grönländischer Landesrat
- Signe Egholm Olsen (* 1980), dänische Schauspielerin
- Simon Olsen (Politiker, 1879) (1879–1936), grönländischer Landesrat
- Simon Olsen (Politiker, 1938) (1938–2013), grönländischer Politiker (Siumut)
- Steen Olsen (1886–1960), dänischer Turner
- Steffen Olsen (* 1983), dänischer Sportschütze
- Súni Olsen (* 1981), färöischer Fußballspieler
- Susan Olsen (Linguistin) (* 1948), amerikanische Linguistin
- Susan Olsen (Schauspielerin, 1961) (* 1961), US-amerikanische Schauspielerin
- Susan Olsen (Schauspielerin, 1964) (* 1964), dänische Schauspielerin
- Svend Olsen (1908–1980), dänischer Gewichtheber

### T
- Terje Olsen (Fußballspieler, 1950) (* 1950), norwegischer Fußballspieler
- Terje Olsen (Fußballspieler, 1970) (* 1970), norwegischer Fußballspieler
- Thea Øby-Olsen (* 1995), norwegische Handballspielerin
- Thomas Olsen, eigentlicher Name von Tommy Trash (* 1987), australischer DJ und Musikproduzent
- Thomas Olsen (Fußballspieler) (* 1991), norwegischer Fußballspieler
- Thomas Olsen (Eishockeyspieler) (* 1995), norwegischer Eishockeyspieler
- Thor Olsen (Gewichtheber) (* 1929), dänischer Gewichtheber
- Thor André Olsen (* 1964), norwegischer Fußballspieler
- Thor Egil Olsen (* 1957), norwegischer Steuermann im Rudern
- Tillie Olsen (1912–2007), US-amerikanische Schriftstellerin
- Todd Terje (Terje Olsen; * 1981), norwegischer Musiker
- Tonny Olsen, Geburtsname von Tonny Ahm (1914–1993), dänische Badmintonspielerin
- Tore Olsen (* 1970), norwegischer Skilangläufer
- Trygve Olsen (1921–1979), norwegischer Politiker

### U
- Ulf Olsen (* 1937), grönländischer Gewerkschafter
- Ulrik Olsen (1885–1963), norwegischer Politiker
- Una Olsen (* 1982), färöische Fußballspielerin

### V
- Viktor Olsen (1924–2023), norwegischer Marathonläufer

### W
- Willy Olsen (Dirigent) (1867–1936), deutscher Dirigent
- Willy Olsen (Eisschnellläufer) (* 1950), norwegischer Eisschnellläufer
- Willy Olsen (Fußballspieler) (1921–1995), norwegischer Fußballspieler

### Z
- Zoe-Ann Olsen (1931–2017), US-amerikanische Wasserspringerin

### Fiktive Personen
- Egon Olsen, Hauptfigur der Filme um die Olsenbande
- Jimmy Olsen, Comicfigur